# Bredstedt
Bredstedt (en allemand : /ˈbʁeːtˌʃtɛt/ ? Écouter [Fiche]; Bredsted en danois, Bräist en frison septentrional, Breedsteed en bas allemand) est une commune d'Allemagne, située dans le land du Schleswig-Holstein et l'arrondissement de Frise-du-Nord.

## Jumelage
- DeWitt (Iowa) (États-Unis)
- Krzyż Wielkopolski (Pologne)